# Parijs-Tours 1923
De achttiende editie van Parijs-Tours  werd verreden op zondag 13 mei 1923. De wielerwedstrijd had een lengte van 342 kilometer, startte in Parijs en eindigde in Tours. 
De Belg Paul Deman won de sprint van zijn twee landgenoten.

## Uitslag
| Plaats  | Naam              | Ploeg               | Tijd      |
| ------- | ----------------- | ------------------- | --------- |
| Winnaar | Paul Deman        |                     | 13u40'20" |
| 2       | Félix Sellier     | Alcyon-Dunlop       | z.t.      |
| 3       | Hector Tiberghien | Peugeot-Wolber      | z.t.      |
| 4       | Félix Goethals    | Thomann-Dunlop      | + 45"     |
| 5       | Francis Pélissier | Automoto-Hutchinson | z.t.      |
| 6       | Jean Hillarion    | Gürtner-Hutchinson  | z.t.      |
| 7       | Romain Bellenger  | Peugeot-Wolber      | z.t.      |
| 8       | Philippe Thys     | Peugeot-Wolber      | z.t.      |
| 9       | Robert Jacquinot  | Automoto-Hutchinson | z.t.      |
| 10      | Jean Rossius      | La Française        | z.t.      |

1896 · 
1897 · 
1898 · 
1899 · 
1900 · 
1901 · 
1902 · 
1903 · 
1904 · 
1905 · 
1906 · 
1907 · 
1908 · 
1909 · 
1910 · 
1911 · 
1912 · 
1913 · 
1914 · 
1915 · 
1916 · 
1917 · 
1918 · 
1919 · 
1920 · 
1921 · 
1922 · 
1923 · 
1924 · 
1925 · 
1926 · 
1927 · 
1928 · 
1929 · 
1930 · 
1931 · 
1932 · 
1933 · 
1934 · 
1935 · 
1936 · 
1937 · 
1938 · 
1939 · 
1940 · 
1941 · 
1942 · 
1943 · 
1944 · 
1945 · 
1946 · 
1947 · 
1948 · 
1949 · 
1950 · 
1951 · 
1952 · 
1953 · 
1954 · 
1955 · 
1956 · 
1957 · 
1958 · 
1959 · 
1960 · 
1961 · 
1962 · 
1963 · 
1964 · 
1965 · 
1966 · 
1967 · 
1968 · 
1969 · 
1970 · 
1971 · 
1972 · 
1973 · 
1974 · 
1975 · 
1976 · 
1977 · 
1978 · 
1979 · 
1980 · 
1981 · 
1982 · 
1983 · 
1984 · 
1985 · 
1986 · 
1987 · 
1988 · 
1989 · 
1990 · 
1991 · 
1992 · 
1993 · 
1994 · 
1995 · 
1996 · 
1997 · 
1998 · 
1999 · 
2000 · 
2001 · 
2002 · 
2003 · 
2004 · 
2005 · 
2006 · 
2007 · 
2008 · 
2009 · 
2010 · 
2011 · 
2012 · 
2013 · 
2014 · 
2015 · 
2016 · 
2017 · 
2018 · 
2019 ·
2020 ·
2021 ·
2022 ·
2023 ·
2024 ·
2025